# DCMA Collective
DCMA Collective est une compagnie américaine de vêtements fondée en 2006 par les jumeaux Benji et Joel Madden du groupe Good Charlotte ainsi que leur frère aîné Josh Madden.
La compagnie, originellement fondée en 2005, a porté le nom de « MADE Clothing » jusqu'en début 2006, avant d'en changer devenant « DCMA Collective ». Quatre personnalités sont à l'origine du concept : les trois frères Madden, ainsi que leur ami Tal Cooperman. Au cours de l'année 2006, la commercialisation des produits via Internet a débuté aux États-Unis.
Le nom de la compagnie est formé de « DC », une zone du Maryland, et « MA » qui signifie MAryland.

## Sources
- (en) Cet article est partiellement ou en totalité issu de l’article de Wikipédia en anglais intitulé « DCMA Collective » (voir la liste des auteurs).

1. ↑  GLFLAG, DCMA Clothing